# 土田和歌子
土田 和歌子（つちだ わかこ、1974年10月15日 - ）は、日本の車椅子アスリート。東京都出身。株式会社ウィルレイズ所属。

## 来歴・人物
高校2年の時、友人とドライブ中に事故に遭い車椅子生活に。1993年11月、長野県で開催されたアイススレッジスピードレースの講習会に遊び心で参加したことがきっかけで、ノルウェー人の講師から才能を見込まれ、3ヶ月後に迫っていたリレハンメルパラリンピックに急遽出場。競技を始めた当初山梨県内にあったリンクで練習をしていると邪魔者扱いする冷ややかな声が聞こえたといい、障害への無理解に涙を流したと伝わる。高校卒業後、東京都の職員として働きながら本格的にトレーニングに励み、長野パラリンピックでは金2銀2、計4つのメダルを獲得し、一躍障害者スポーツを代表する選手として注目を浴びた。
また、1996年頃から車いす陸上競技にも挑戦し、2004年アテネパラリンピックでは、5000mで金メダルを獲得、日本人初の夏冬パラリンピックでの金メダリストとなった。2005年にセイコ・ハシモトインターナショナルコーポレーションの担当マネージャー、髙橋慶樹と結婚、2006年に長男を出産した。

### 所属
- 2000年12月、東京都教育庁を退職してプロに転向。
- 2001年2月からセイコ・ハシモトインターナショナルコーポレーション（S.H.I）所属。
- 2006年11月よりヒューマントラスト所属。
- 2009年2月よりサノフィ・アベンティス所属。
- 2014年10月より八千代工業所属。
- 2022年1月より株式会社ウィルレイズに所属。
- 2021年9月1日からマネジメントを株式会社WIN AGENT（SPOCAS）で契約締結した。

## アイススレッジスピードレース
- 1994年リレハンメルパラリンピック日本代表
  - 100m、700m、1000mで入賞
- 1997年　長野パラリンピックプレ大会　1500mで世界新記録をマーク
- 1998年　長野パラリンピック日本代表

## 車いす陸上競技
- 2000年　シドニーオリンピックの公開競技として行われた車いす800メートルレースに日本人選手として初出場し、銀メダルを獲得。
- 2000年　シドニーパラリンピックの車いすマラソン　銅メダル
- 2001年　大分国際車いすマラソンのフルマラソンで1時間38分32秒の世界最高記録を樹立
- 2004年　アテネパラリンピック　5000mで金メダル、フルマラソンでは銀メダルを獲得
- 2007〜2011年　ボストンマラソン車いすの部　5連覇[2]
- 2008〜2016年　東京マラソン女子車いすの部　9連覇
- 2010年　ロンドンマラソン　優勝
- 2010年　ベルリンマラソン　優勝
- 2012年　ロンドンパラリンピック　マラソン女子　5位入賞[3]
- 2013年　大分国際車いすマラソン　で1時間38分07秒を記録し世界記録更新
- 2016年  ホノルルマラソン車椅子部門女子の部で10度目の優勝

## 主な戦績　(車いすマラソン)
| 大会/年        | 96 | 97 | 98 | 99 | 00 | 01 | 02 | 03 | 04 | 05 | 06 | 07 | 08   | 09 | 10   | 11 | 12 | 13 | 14 | 15 |
| -------------- | -- | -- | -- | -- | -- | -- | -- | -- | -- | -- | -- | -- | ---- | -- | ---- | -- | -- | -- | -- | -- |
| 大分国際       | ※1 | 3  | 2  | 3  | ※1 | 1  | 1  | 1  |    |    |    | 1  |      | 1  | 棄権 |    | 1  | 2  | 2  |    |
| パラリンピック |    |    |    |    | 3  |    |    |    | 2  |    |    |    | 棄権 |    |      |    | 5  |    |    |    |
| ボストン       |    |    |    |    |    |    | 3  |    |    |    |    | 1  | 1    | 1  | 1    | 1  | 2  |    |    |    |
| ロンドン       |    |    |    |    |    |    |    |    |    |    |    |    |      |    | 1    |    |    |    |    |    |
| ベルリン       |    |    |    |    |    |    |    |    |    |    |    |    |      |    | 1    | 4  |    |    |    |    |
| シカゴ         |    |    |    |    |    |    |    |    |    |    |    |    |      |    | 2    |    |    |    |    |    |
| ニューヨーク   |    |    |    |    |    |    |    |    |    |    |    | 7  |      | 3  |      | 4  |    | 2  |    |    |
| ホノルル       |    |    |    |    | 1  |    | 1  | 1  |    | 1  |    |    |      | 1  | 1    |    |    |    |    |    |
| 東京           |    |    |    |    |    |    |    |    |    |    |    |    | 1    | 1  | 1    | 1  | 1  | 1  | 1  | 1  |

※印はハーフマラソン

## 著書
- 『身体障がい者スポーツ完全ガイド　パラリンピアンからのメッセージ』（東邦出版、2010/5、ISBN 978-4809408717）
- 『今を受け入れ、今を超える』（徳間書店、2012/8）

## 脚註
1. ↑  朝日新聞 2019年3月30日 東京本社朝刊22面
2. ↑  ボストンマラソン、車いす部門は土田が5連覇 時事通信 2011年4月20日閲覧
3. ↑  http://www.london2012.com/paralympics/athletics/event/women-marathon-t54/index.html?v=20120909-134208272